# Survive Style 5+
Pour plus de détails, voir Fiche technique et Distribution.
Survive Style 5+ est un film japonais réalisé par Gen Sekiguchi, sorti le 7 août 2004.

## Synopsis
Les destins croisés d'un tueur qui ne cesse de tuer sa femme qui ressuscite, un hypnotiseur à succès qui se fait assassiner, une publicitaire qui enregistre ses idées de publicité sur un magnétophone, un homme hypnotisé convaincu d'être un oiseau, un gang de trois voleurs et un tueur à gages anglophone avec son traducteur japonais.

## Fiche technique
- Titre : Survive Style 5+
- Titre original : Survive Style 5+
- Réalisation : Gen Sekiguchi
- Scénario : Taku Tada
- Production : Ryoichi Fukuyama et Hiroyuki Taniguchi
- Musique : James Shimoji
- Photographie : Makoto Shiguma
- Montage : Gen Sekiguchi et Taku Tada
- Pays d'origine : Japon
- Langue : japonais
- Format : couleurs - 1,85:1 - Dolby Digital - 35 mm
- Genre : comédie dramatique
- Durée : 120 minutes
- Dates de sortie : 7 août 2004 (festival du film de Locarno, Suisse), 28 septembre 2004 (Japon)

## Distribution
- Kyoko Koizumi
- Tadanobu Asano
- Hiroshi Abe
- YosiYosi Arakawa
- Sonny Chiba : le président de la société
- Reika Hashimoto
- Vinnie Jones
- Shihori Kanjiya : Kaho Kobayashi
- Ittoku Kishibe
- Rinko Kikuchi
- Asumi Miwa

## Analyse
Le film marque par sa narration hachée et volontairement décousue. L'ambiance visuelle est très travaillée, notamment par une accumulation de décors rococo jusqu'au burlesque.

## Récompenses
- Meilleur réalisateur, festival FanTasia 2005
- Prix L’Écran fantastique, festival FanTasia 2005